# Roztyly (Praha)
Roztyly je název, který společně nesly Horní Roztyly a Dolní Roztyly, dvě dnes již zaniklé osady na území Prahy, v oblasti a okolí dnešního Spořilova, při rozhraní Chodova, Záběhlic a Michle. Existence Roztyl je doložena od 12. století.
Název byl po zániku osad použit při pojmenování nových obytných celků v této oblasti (sídliště Horní Roztyly, Roztyly), od roku 1990 nese jejich název též stanice metra Roztyly (původně Primátora Vacka) a k ní přilehlý terminál autobusové dopravy. Ve vilovém Spořilově bylo v roce 1928 na počest této osady pojmenováno Roztylské náměstí, největší spořilovské náměstí, a Roztylské sady, na sídlišti Jižní Město II je od roku 1994 Roztylská ulice. Spořilovská baráčnická obec při svém založení v lednu 2009 zvolila název Roztyly, aby tak symbolicky navázala na dřívější roztylskou baráčnickou obec. Spořilov i Roztyly má dosud v názvu i místní TJ Sokol Spořilov - Roztyly, založená 10. září 1927 jako Sokol Roztyly-Spořilov.

## Historie
Nejstarší zmínka o Roztylech je z roku 1185 v soupise majetku vyšehradské kapituly, jíž patřily až do 14. století, později se ve vlastnictví střídali pražští i mimopražští měšťané. Za třicetileté války byl statek vyrabován a roku 1623 jej levně koupili jezuité. Po zrušení jezuitského řádu je koupil zemský advokát Jakub Nagel z Königshofenu. Tehdy byly nazývány Rostele. Roztyly patřily farností od roku 1702 k Michli. Osadu Roztyly připojil k Záběhlicím v roce 1813 svobodný pán Jakub Wimmer, majitel Vršovic a Záběhlic. Od roku 1891 navštěvovaly děti z Roztyl a Práčí záběhlickou školu v Kostelní ulici (dnes sociální ústav v ulici K prádelně). Roku 1922 bylo území obojích Roztyl připojeno se Záběhlicemi k Praze. Záběhlice se staly součástí obvodu Praha XIII. Roztyly dlouho neměly vlastní dopravní spojení, teprve s výstavbou Spořilova začala od roku 1927 Autodopravní akciová společnost v Praze kolem Roztyl provozovat koncesovanou autobusovou linku „Vršovice – Bohdalec – Spořilov – Chodov - Průhonice“ a brzy poté byl zaveden městský autobus na Roztylské náměstí a tramvaj. V roce 1929 měly Roztyly na 30 domovních čísel.

## Dolní Roztyly

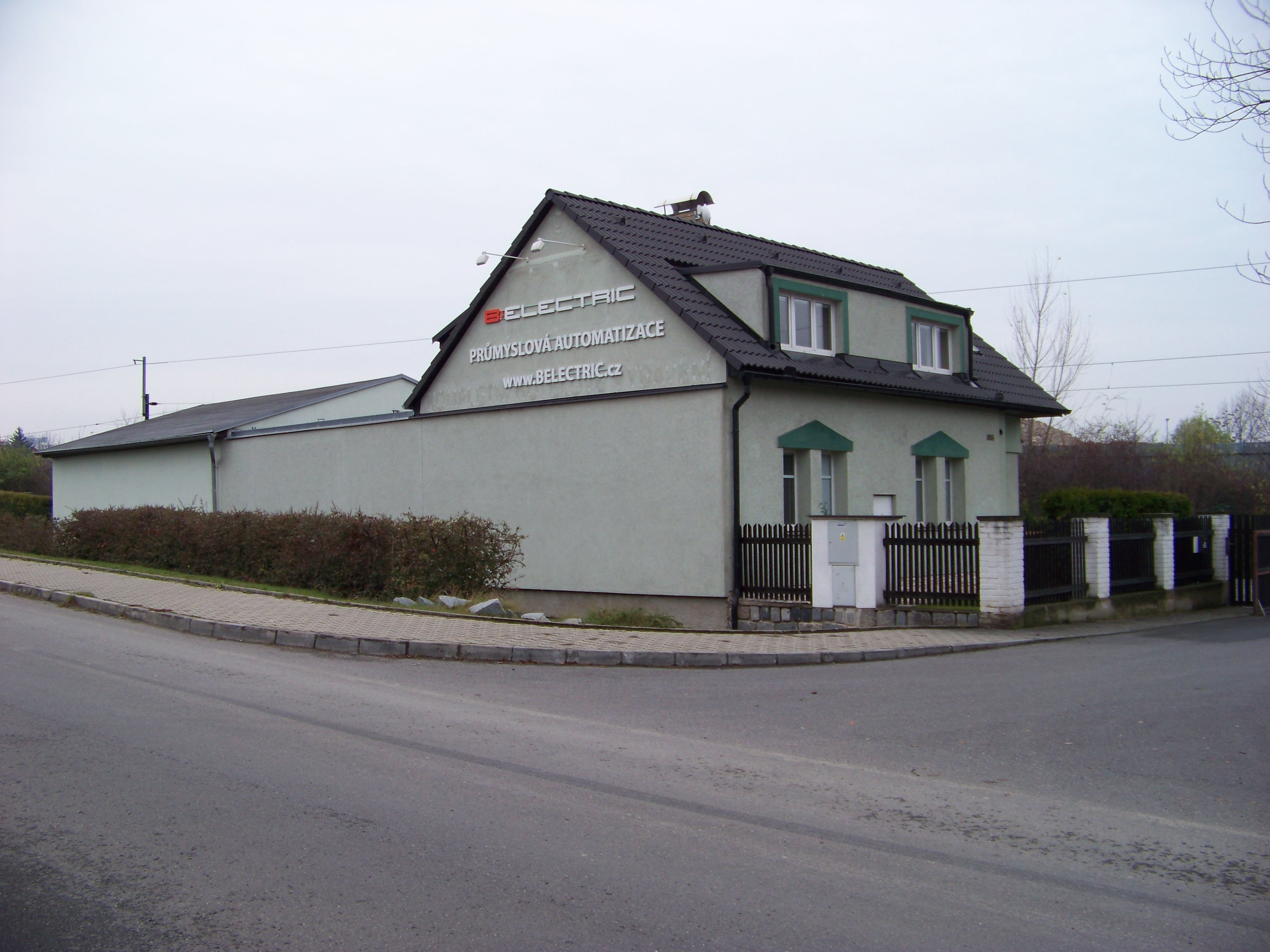
Dům v Zakryté ulici stojí v místech bývalých Dolních Roztyl. Krátká ulička po pravé straně byla součástí hlavní osy osady.

Dolní Roztyly ležely při dolním (severním) konci dnešního Roztylského náměstí. Začátkem 20. století měly 163 obyvatel. Přes Dolní Roztyly vedla cesta ze Záběhlic do Krče. Od 1. července 1930 jezdily do zastávky Dolní Roztyly dvě diametrální autobusové linky Elektrických podniků hl. m. Prahy: linka K z Dejvic přes Vršovice a linka L z Braníka na Prosek.
Byly téměř zbořeny kolem roku 1970. Na jejich území stojí Sídliště Spořilov I. a Jižní spojka. Ze starší zástavby zůstaly dle historických ortofotomap pouze objekty na adresách Zakrytá 2 a Žilinská 6. Evangelický sbor s farou v Žilinské ulici jsou téměř jedinými stavbami, které zůstaly z Dolních Roztyl zachovány. Byly postaveny asi 10 let před zrušením zbytku osady.

## Horní Roztyly
Horní Roztyly měly začátkem 20. století 10 obyvatel a rozsahem nebyly o mnoho více než hospodářským dvorem. V roce 1987 bylo jejich území převedeno z katastrálního území Záběhlice do katastrálního území Chodov a novou hranicí se stala rychlostní komunikace 5. května, pražské pokračování dálnice D1. V letech 1980–1987 byla stanice metra Primátora Vacka (dnes Roztyly) ještě na území Záběhlic. Podle ortofotomap Prahy stály zbytky posledních budov Horních Roztyl v prostoru mezi dnešní restaurací Koliba a Hrudičkovou ulicí ještě v roce 1999–2000, na leteckém snímku z let 2002/2003 je na jejich místě staveniště a roku 2003 již jen prázdná travnatá plocha: v témž období byla vybudována v severním sousedství restaurace Koliba.

## Sídliště Horní Roztyly
Sídliště Horní Roztyly bylo vybudováno jako součást komplexu Jižní Město II v letech 1979–1988. Leží jižně od Ryšavého ulice, jeho centrem je Pošepného náměstí, u nějž se nachází škola a obchodní dům Chrpa. Při okraji sídliště jsou autobusové zastávky Petýrkova a Dědinova a nedaleko od severního okraje je stanice metra Roztyly. Sídliště je orientační symbolikou rozděleno na „zelené“ a „červené“.

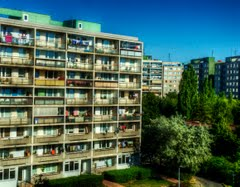
Zelené sídliště
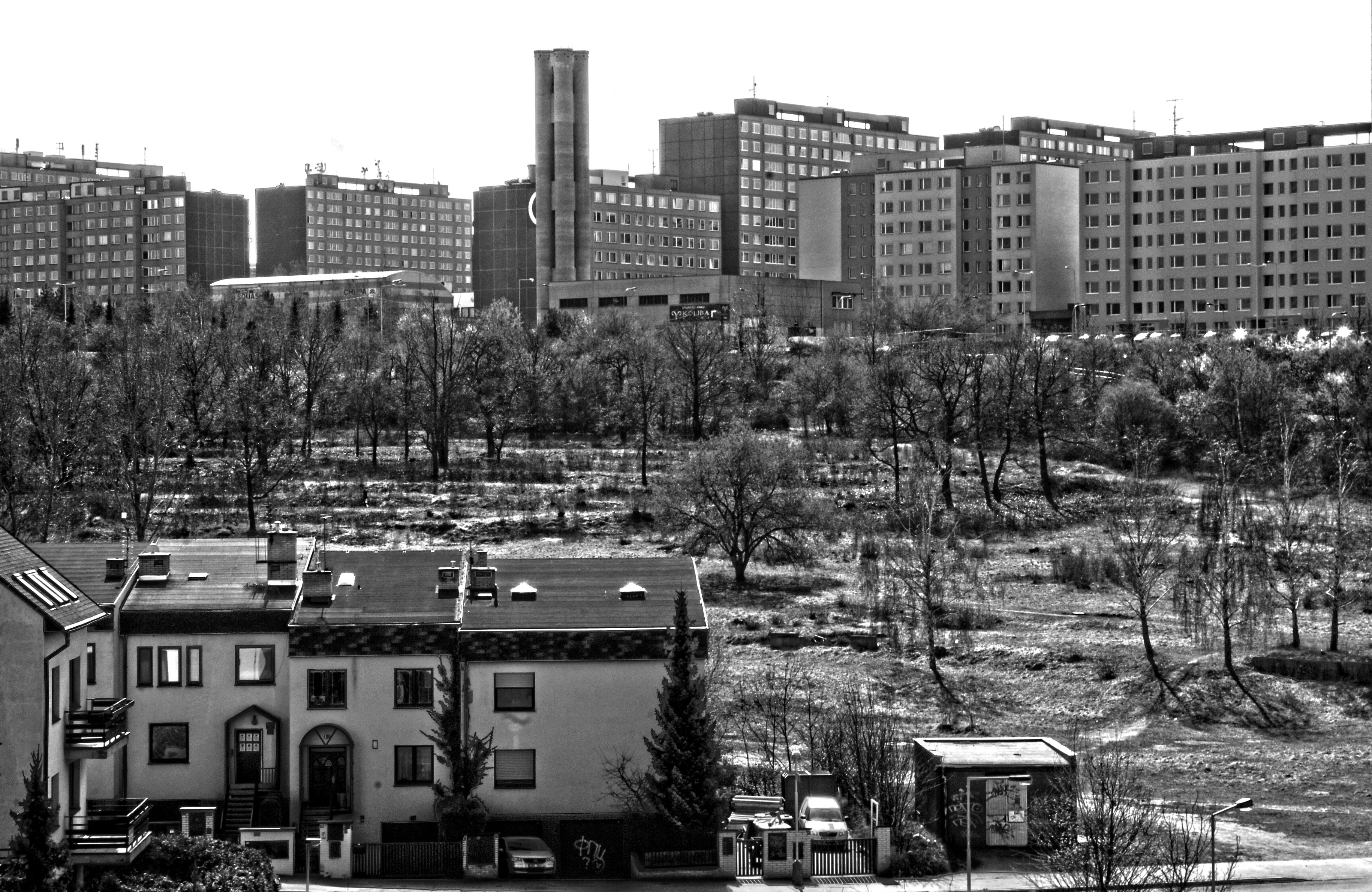
Horní Roztyly

## Roztyly
Roztyly je označení sídlištního celku východně od stanice metra Roztyly a severně od ulice Ryšavého a autobusové zastávky Dědinova. Stavěn byl v letech 1989–1991. Domy jsou zde nižší a architektonické řešení se liší od Jižního Města II.

## Velké Roztyly
Velké Roztyly je název plánované výstavby v okolí stanice metra Roztyly (mezi sídlištěm Horní Roztyly a dálnicí). Návrh je spojen s vykácením bývalého sadu při okraji Michelského lesa a likvidací části zeleně i na druhé straně ulice Ryšavého. Záměr se objevil koncem roku 2008. Jeden z projektů pro tuto oblast, od firmy Passerinvest Group, nese název Roztyly Garden. Dalšími zúčastněnými developery jsou Unimex, Alborg, CLV Barrandov (lokalita s třešňovkou a Kolibou) a možná i další. Již v roce 2007 podávala podnět ke změně územního plánu Office Park Roztyly, a. s.
Změnu územního plánu hlavního města Prahy podle požadavků investorů a vybudování Velkých Roztyl navrhla městská část Praha 11 na základě schválení radou městské části
K boji proti záměru bylo v září 2009 založeno občanské sdružení Zelené Roztyly.

## Dopravní terminál Roztyly
Stanice metra Primátora Vacka i s terminálem autobusů MHD byla otevřena 7. listopadu 1980, v roce 1990 pak přejmenovaná na Roztyly. Linky MHD odsud obsluhují zejména Spořilov a přilehlá sídliště Jižní Město II.
Dopravní podnik hl. m. Prahy a. s. zřídil od 3. prosince 2001 u stanice metra Roztyly prodejní centrum jízdenek.
V roce 1986 bylo kvůli plánované rekonstrukci uzavřeno autobusové nádraží Pankrác, plánovalo se zvýšení jeho kapacity. Meziměstské autobusy do oblasti Benešovska a jižních Čech a Vysočiny byly provizorně ukončeny na autobusovém stanovišti u stanice metra Roztyly. V následujících letech však bylo rozhodnuto o zrušení pankráckého autobusového nádraží a autobusy tak na Roztylech zůstaly. Původně byla odjezdová stání rozmístěna podél Ryšavého ulice a na Tomíčkově ulici ve vjezdové a výjezdové části autobusové otočky Roztyly, později byla přemístěna na komunikaci západně od obratiště MHD. Stanoviště má jedno výstupní a sedm nástupních stání, z toho 4 ve směru od obratiště MHD a 3 za rohem v Tomíčkově ulici, stanoviště č. 6 slouží mezinárodním linkám a stanoviště č. 7 nepravidelné dopravě. Nejedná se o plnohodnotné autobusové nádraží, odbavovací zázemí tvoří pouze stanice metra, v jejímž vestibulu je jedno okénko rezervačního systému AMS BUS provozované ČSAD SVT Praha. Pražské licence pro autobusové linky začínající na tomto stanovišti mají na čtvrtém a pátém místě čísla linky dvojčíslí 57.
Od stanice metra vycházejí modře a žlutě značené pěší turistické trasy do oblasti Michelského a Kunratického lesa. Souběžně se žlutou značkou vede od stanice metra stezka pro cyklisty, která se nedaleko napojuje na cyklotrasu A22.